# Glaciera schabetsbergeri
Glaciera schabetsbergeri är en hjuldjursart som beskrevs av Jersabek 1999. Glaciera schabetsbergeri ingår i släktet Glaciera och familjen Dicranophoridae. Inga underarter finns listade i Catalogue of Life.